# Кільяни
Кільяни (пол. Kiliany, нім. Kiliannen, 1938-45: Kilianen) — село в Польщі, у гміні Ковале-Олецьке Олецького повіту Вармінсько-Мазурського воєводства.
Населення — 106 осіб (2011).
У 1975-1998 роках село належало до Сувальського воєводства.

## Демографія
Демографічна структура станом на 31 березня 2011 року:
|          | Загалом | Допрацездатний вік | Працездатний вік | Постпрацездатний вік |
| -------- | ------- | ------------------ | ---------------- | -------------------- |
| Чоловіки | 58      | 16                 | 36               | 6                    |
| Жінки    | 48      | 14                 | 26               | 8                    |
| Разом    | 106     | 30                 | 62               | 14                   |